# عادل احمد (بازیکن فوتبال، زاده ۱۹۸۳)
عادل احمد (انگلیسی: Adeel Ahmed؛ زادهٔ ۲۵ نوامبر ۱۹۸۳) بازیکن فوتبال اهل پاکستان بود.
وی همچنین در تیم‌های ملی فوتبال زیر ۲۳ سال پاکستان و پاکستان بازی کرده است.